# ササタケ
ササタケ（笹茸、学名: Cortinarius cinnamomeus）は、フウセンタケ科フウセンタケ属の小型から中型のキノコ（菌類）である。地方名で、ウグイスタケ、シバタケ（熊本県）、ミソゴケ（新潟県）ともよばれる。幅6センチメートル以下の傘と、長さ12センチメートル以下の柄を有する茶色の子実体を生成する。傘の下の密集したヒダは、茶色に変わる前は黄色を呈する。針葉樹林の湿った場所に発生する。北半球の温帯全体に分布している。

## 分布と生息地

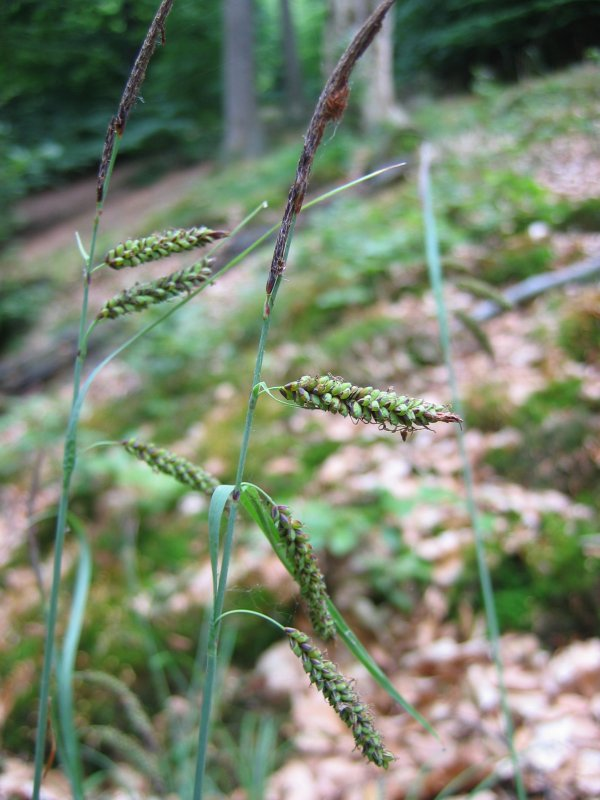
このキノコはスゲ属の Carex flacca とともに外菌根のような構造を形成する。

子実体は針葉樹林の湿った場所でよく見られ、ヨーロッパだけではなく北半球の温帯全体に分布している。また、中国雲南省でも採取されている。
夏から秋にかけて、アカマツや亜高山帯のトウヒなど針葉樹林に少数群生する。
スゲ属の Carex flacca や Carex pilulifera の根系にコロニーを形成し、ハルティヒ・ネット（根の表皮細胞と皮質細胞の間に侵入する菌糸の網状構造）を欠いた外菌根のような構造を形成する。ササタケとスゲ属の間に形成された構造は、明確な菌鞘（厚さ85-100μm）、表皮細胞への菌糸の侵入、根状菌糸束および母体外菌糸を有している。これらの外菌根様構造は一次側根に形成されるが、形態学および解剖学的にはダウチ状の根（短く腫れた毛深い側根）とは異なっている。

## 分類法
1753年にカール・リンネによって Agaricus cinnamomeus として記載された。1838年にエリーアス・フリースによって現在の学名に改められた。Dermocybe cinnamomea（Moser）、Flammula cinnamomea（Kummer、1871年）および Gomphos cinnamomeus（Kuntze、1898年）という学名の変遷はフウセンタケ属の分類に関する長年にわたる異なるアプローチを反映している。英語圏では一般的に "cinnamon webcap" として知られている。
近縁種が複数知られており、しばしば混同されている。典型的なものは、傘の中央が盛り上がる。

## 形態
子実体は傘と柄からなる。傘の肉厚は極めて薄く、直径3 - 6センチメートル (cm) 。はじめはまんじゅう形で、のちに中高の扁平に開く。縁は初期には内向きにカーブし、のちに真っ直ぐになり、時には縁自体がわずかに曲がりくねってしわが寄ったり、一部分だけしわが寄ったりする。傘の表面に粘性はなく、細かい繊維状ときに細かい鱗片があり、短く密集したざらざらした毛に覆われている。傘の色は黄褐色からオリーブ褐色。

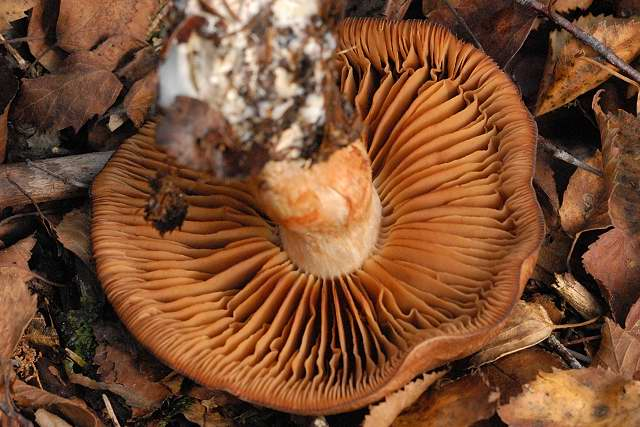
ひだは密集していて、柄にへこんだ付着部がある。

ヒダは密に配列し、柄に対して上生から直生する。若い時には黄色からオレンジ色を呈し、のちに肉桂色になる。若い標本には傘から柄に伸びる細い繊維状の黄色い皮質がある。
柄の高さは8 - 12 cmで、幅は0.5 - 0.8 cmの細長い円筒形で、中空、非常に脆い。柄の表面は繊維状で、最初は鮮やかな黄色ないし黄色で、成熟すると暗色になり、のちに多かれ少なかれオリーブ色を帯び、基部に向かって茶色くなる。柄の上部には内被膜由来のクモの巣状のツバの痕跡がある。肉は薄く、傘の中ではオリーブ色がかった薄い黄色ないし黄色を呈し、柄では少し暗い色で黄色からオリーブ色となり、わずかに大根状の香りとマイルドな味がする。
胞子紋は淡く鈍いサフラン色を呈する。
胞子は細長い楕円形で、表面はほぼ滑らかで細かい穴が開いており、8.5～10μm x 4.4μmとなる。担子器（胞子を帯びる細胞）は20～30μm x 5～8μmである。

## 食毒
近年のキノコ図鑑には食用、有毒と記載しているものがあり、火を通せば食べることが可能だが、風味が土臭く、食用価値は低い。 毒性分は明らかになっていないが、体質により腹痛と下痢を引き起こすと言われている。

## 利用
子実体はキノコ染色で茶色に染めるのに使われる。